# Волков, Дмитрий Петрович
Дми́трий Петро́вич Во́лков (1920—1996) — генерал-майор Советской Армии, участник Великой Отечественной войны, Герой Советского Союза (1943).

## Биография
Родился 10 ноября 1920 года в селе Анаево в семье служащего. Окончил среднюю школу в родном селе, в 1937 году поступил на учёбу у Ульяновский педагогический институт.
В 1938 году по комсомольскому набору был призван на службу в Рабоче-крестьянскую Красную Армию. В 1940 году он окончил Челябинское военное авиационное училище лётчиков-наблюдателей.
С начала Великой Отечественной войны — на её фронтах. К июню 1943 года капитан, штурман эскадрильи 3-го авиаполка 53-й авиадивизии 5-го авиакорпуса дальнего действия. К тому времени совершил 150 боевых вылетов. Совершал бомбардировки военных объектов в глубоком тылу врага, летал к партизанам и попавшим в окружение частям советских войск. Первым в своей дивизии освоил метод снайперских бомбовых ударов по малогабаритным целям, применял в воздушных боях фотоконтроль.
Указом Президиума Верховного Совета СССР от 18 сентября 1943 года за «образцовое выполнение боевых заданий командования на фронте борьбы с немецкими захватчиками и проявленные при этом мужество и героизм» капитан Дмитрий Волков был удостоен высокого звания Героя Советского Союза с вручением ордена Ленина и медали «Золотая Звезда» за номером 1746.
После окончания войны продолжил службу в Советской Армии. В 1952 году он окончил Военно-воздушную академию имени Жуковского, в 1961 году — Военную академию Генерального штаба. В звании генерал-майора авиации вышел в отставку. Проживал в Москве.
Умер 26 февраля 1996 года, похоронен на Троекуровском кладбище Москвы.
Был также награждён двумя орденами Красного Знамени, двумя орденами Отечественной войны 1-й степени, двумя орденами Красной Звезды, орденом «За службу Родине в Вооружённых Силах СССР» 3-й степени, а также рядом медалей.